# 임해설원
임해설원(林海雪原)은 중국의 작가 취보(曲波)의 장편 소설이다. 1957년에 출판되었다.

## 내용
국공내전 초기 북쪽 지방의 임해설원에서 일어난 전투를 배경으로 한다. 작가의 실제 경험을 토대로 하고 있다. 경극으로 각색되기도 하였다.